# Дан Лері — Ратдаун
Дан Лері — Ратдаун (англ. Dun Laoghaire–Rathdown, ірл. Dún Laoghaire–Ráth an Dúin) — адміністративне графство на сході Ірландії. 
Було утворене 1 січня 1994 року з частини традиційного графства Дублін в провінції Ленстер на території Республіки Ірландії. 
Столиця та найбільше місто — Дан Лері.
| Ірландія | Це незавершена стаття з географії Ірландії. Ви можете допомогти проєкту, виправивши або дописавши її. |